# Zgodovina Talina

  Revala (grofija) pre-1219

 Dansko kraljestvo 1219–1227

 Livonski bratje meča 1227–1237

 Livonski red 1237–1238

 Dansko kraljestvo 1238–1332

 Livonski red (protektorat) 1332–1340

 Dansko kraljestvo 1340–1346

 Tevtonski viteški red 1346–1347

 Livonski red 1347–1561

 Švedsko kraljestvo 1561–1710

 Rusko carstvo (Muscovy) 1710–1721

 Ruski imperij 1721–1917

 Ruska republika 1917

 Ruska sovjetska federativna socialistična republika 1917–1918

 Estonija 1918

 Nemška okupacija 1918

 Estonija 1918–1940

 Sovjetska okupacija 1940-1941

 Nemška okupacija 1941–1944

 Estonija 1944

 Sovjetska okupacija 1944–1990

 Estonija (Estonija v tranziciji) 1990–1991

 Estonija 1991–naprej

Prve arheološke sledi prisotnosti majhne skupnosti lovcev in ribičev  v današnjem mestnem središču Talina so stare približno 5000 let. Keramika kulture glavničaste keramike, najdena na najdišču, sega v približno 3000 let pred našim štetjem, lončenina kulture trakaste keramike pa okoli 2500 pr. n. št.
Okoli leta 1050 je bila v Talinu zgrajena prva trdnjava – Toompea.
Kot pomembno pristanišče za trgovino med Novgorodom in Skandinavijo je postalo tarča širitve Tevtonskih vitezov in Kraljevine Danske v obdobju severnih križarskih vojn v začetku 13. stoletja, ko je bilo krščanstvo na silo vsiljeno lokalnemu prebivalstvu. Danska vladavina Talina in severne Estonije se je začela leta 1219.
Leta 1285 je Talin, takrat širše znan kot Reval, postal najsevernejši član Hanzeatske lige – trgovske in vojaške zveze mest v severni Evropi pod nemško prevlado. Danski kralj je leta 1346 prodal Reval skupaj z drugimi zemljiškimi posestmi v severni Estoniji tevtonskemu viteškemu redu. Srednjeveški Reval je imel strateški položaj na križišču trgovine med preostalo zahodno Evropo ter Novgorodom in Moskovijo na vzhodu. Mesto s približno 8000 prebivalci je bilo zelo dobro utrjeno z mestnim obzidjem in 66 obrambnimi stolpi.
Vremenska lopatica, lik starega bojevnika po imenu Stari Tomaž, je bila postavljena na vrh talinske mestne hiše leta 1530. Stari Tomaž je pozneje postal priljubljen simbol mesta.
Že v prvih letih protestantske reformacije se je mesto spreobrnilo v luteranstvo. Leta 1561 je Reval postal dominion Švedske.
Med veliko severno vojno je Talin, ki ga je prizadel kuga, skupaj s švedsko Estonijo in Livonijo leta 1710 kapituliral pred cesarsko Rusijo, vendar so lokalne samoupravne institucije (Magistrat Reval in Estonski viteški red) obdržale svojo kulturno in gospodarsko avtonomijo znotraj cesarske Rusije kot gubernija Estonija. Magistrat Reval je bil ukinjen leta 1889. 19. stoletje je prineslo industrializacijo mesta in pristanišče je ohranilo svoj pomen. V zadnjih desetletjih stoletja so se ukrepi rusifikacije okrepili. Ob obali Revala sta junija 1908 car Nikolaj II. in carica Aleksandra skupaj z otroki srečala skupnega strica in teto, britanskega kralja Edvarda VII. in kraljico Aleksandro, dejanje, ki je veljalo za kraljevo potrditev Anglo-ruske antante prejšnjega leta. To je bilo tudi prvič, da je vladajoči britanski monarh obiskal Rusijo.
24. februarja 1918 je bila v Revalu (Talin) razglašena estonska deklaracija neodvisnosti. Sledila je cesarska nemška okupacija do konca prve svetovne vojne novembra 1918, nato pa je Talin postal glavno mesto neodvisne Estonije. Med drugo svetovno vojno je Estonijo najprej okupirala Rdeča armada in jo leta 1940 priključila ZSSR, nato pa jo je med 1941 in 1944 okupirala nacistična Nemčija. Med nemško okupacijo je Talin trpel zaradi številnih primerov zračnega bombardiranja sovjetskih zračnih sil. Med najbolj uničujočim sovjetskim bombardiranjem 9. in 10. marca 1944 je bilo na mesto odvrženih več kot tisoč zažigalnih bomb, ki so povzročile obsežne požare, pri katerih je umrlo 757 ljudi, več kot 20.000 prebivalcev Talina pa je ostalo brez zavetja. Po nemškem umiku septembra 1944 je mesto ponovno zasedla Sovjetska zveza.
Med poletnimi olimpijskimi igrami 1980 so jadralske prireditve (takrat znane kot jahtanje) potekale v Piriti, severovzhodno od osrednjega Talina. Za olimpijske igre so bile zgrajene številne zgradbe, kot so televizijski stolp v Talinu, hotel "Olümpia", nova stavba glavne pošte in regatni center.
Leta 1991 je bila ponovno ustanovljena neodvisna demokratična estonska nacija in sledilo je obdobje hitrega razvoja sodobne evropske prestolnice. Talin je 20. avgusta 1991 ponovno postal glavno mesto de facto neodvisne države.
Talin je bil zgodovinsko sestavljen iz treh delov:
- Toompea (Domberg) ali "stolni hrib" je bil sedež osrednje oblasti - škofov, danskih namestnikov, nato komturjev Tevtonskega reda ter švedskih in ruskih guvernerjev. Do leta 1877 je bilo ločeno mesto (Dom zu Reval), z večinoma aristokratskimi prebivalci; danes je v njem sedež estonskega parlamenta in vlade, pa tudi nekatera veleposlaništva in rezidenca.
- All-linn ali "Staro mesto" je staro hanzeatsko trgovsko mesto, ki je bilo administrativno združeno s Toompeo šele v poznem 19. stoletju. Bilo je središče srednjeveške trgovine, na kateri je uspevala.
- Novo estonsko mesto, južno od srednjeveškega mestnega obzidja, je sčasoma raslo, ko se je na tem območju naselilo več navadnih prebivalcev. Do popisov iz sredine 19. stoletja etnični Estonci niso nadomestili etničnih Nemcev kot večine med prebivalci znotraj razširjenih mestnih meja Talina.

Mesto Talin ni bilo nikoli porušeno, toda okoli leta 1524 so bile katoliške cerkve v številnih mestih Estonije, vključno s Talinom, oropane kot del reformacijskega vretja: to se je zgodilo po vsej Evropi. Čeprav so ga sovjetske zračne sile močno bombardirale v poznejših fazah druge svetovne vojne, velik del srednjeveškega starega mestnega jedra še vedno ohranja svoj čar. Staro mestno jedro Talina (vključno s Toompeo) je leta 1997 postalo Unescova svetovna kulturna dediščina.